# Livre d'heures noir
Un livre d'heures noir est un livre d'heures sur parchemin ou vélin noir. Il s'agit d'une production spécifiquement flamande ou d'influence flamande datant du XVe siècle.

## Description
Au sens strict, il ne concerne que les manuscrits dont le support est entièrement teinté de noir, par trempage dans un bain de teinture ferro-gallique. Ce traitement très onéreux et corrosif ayant cependant réduit le nombre de ces volumes à quelques rares survivants, on ajoute souvent des ouvrages où seulement une partie de la page est teinte de noir. Ces textes ont tous été réalisés dans les Flandres durant la seconde moitié du XVe siècle, exception faite du manuscrit de l'Hispanic Society, dans le style flamand, mais réalisé en Espagne. En raison de leur fragilité, les textes survivants sont souvent fragmentaires et déreliés. Cette technique rappelle les manuscrits à fond pourpre du haut Moyen Âge.

## Les manuscrits

### Livres d'heures noirs survivants
- Livre d'heures noir de la Pierpont Morgan Library, M 493 (encore relié), attribué à Willem Vrelant
- Livre d'heures noir de Charles le Téméraire, réduit au bifolio du musée du Louvre (MI 1091) et à un feuillet à la bibliothèque nationale de France (NAL 149), attribué à Philippe de Mazerolles
- Livre d'heures noir de Galeazzo Maria Sforza, bibliothèque nationale autrichienne, ms. 1856 (dérelié) attribué au Maître d'Antoine de Bourgogne
- Livre d'heures noir de la bibliothèque vaticane, ms 9488 (dérelié)
- Horae beatae marie secundum usum curie romane, Hispanic Society, New York (encore relié)[1]

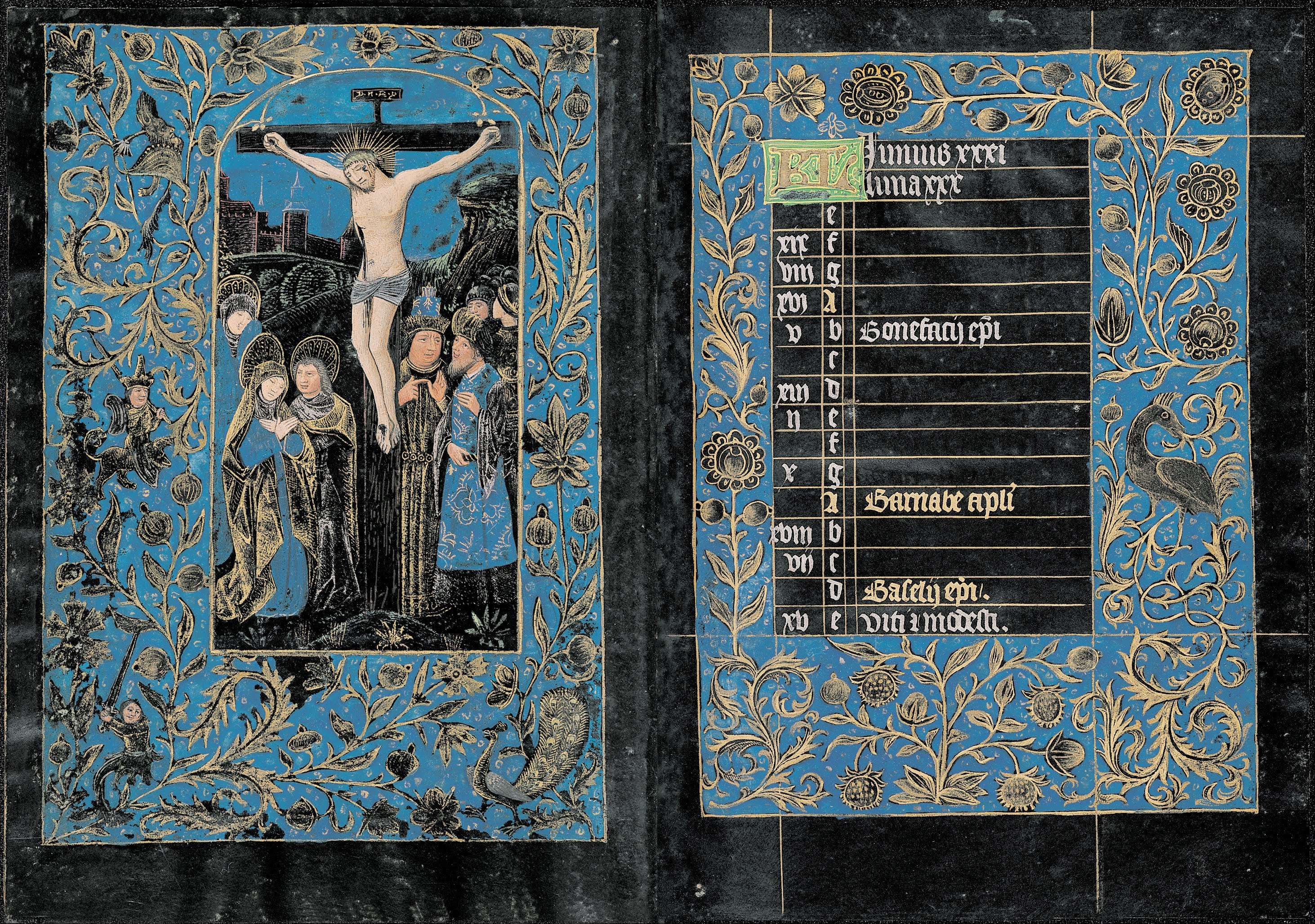
Livre d'heures noir (Pierpont Morgan Library)
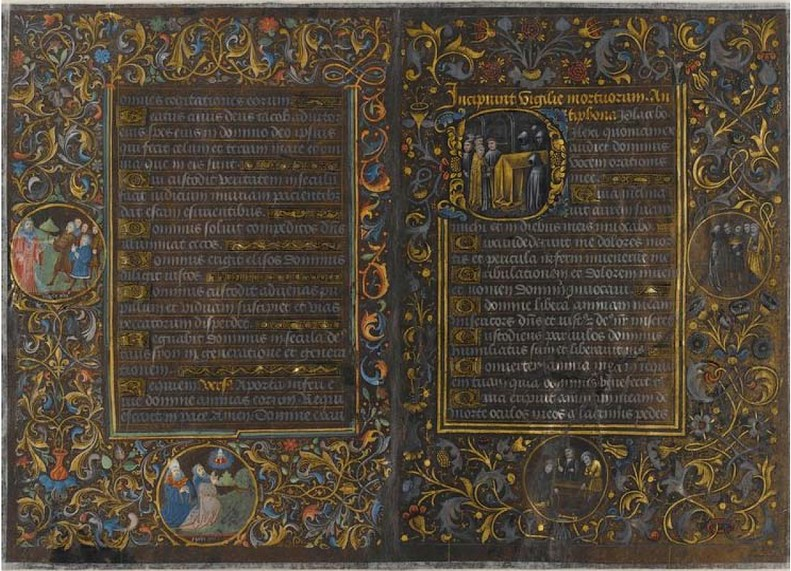
Livre d'heures noir de Charles le Téméraire
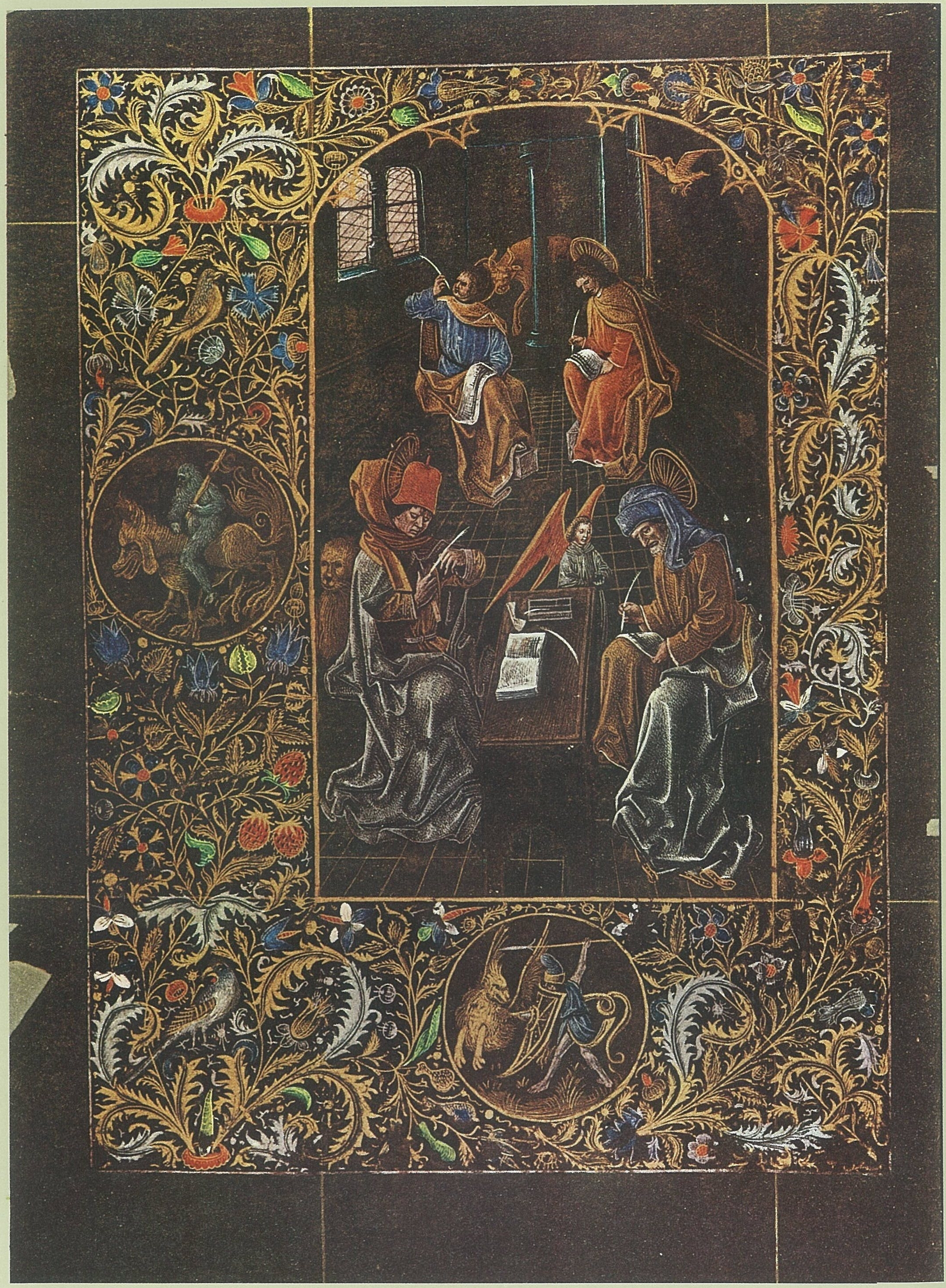
Livre d'heures noir de Galeazzo Maria Sforza
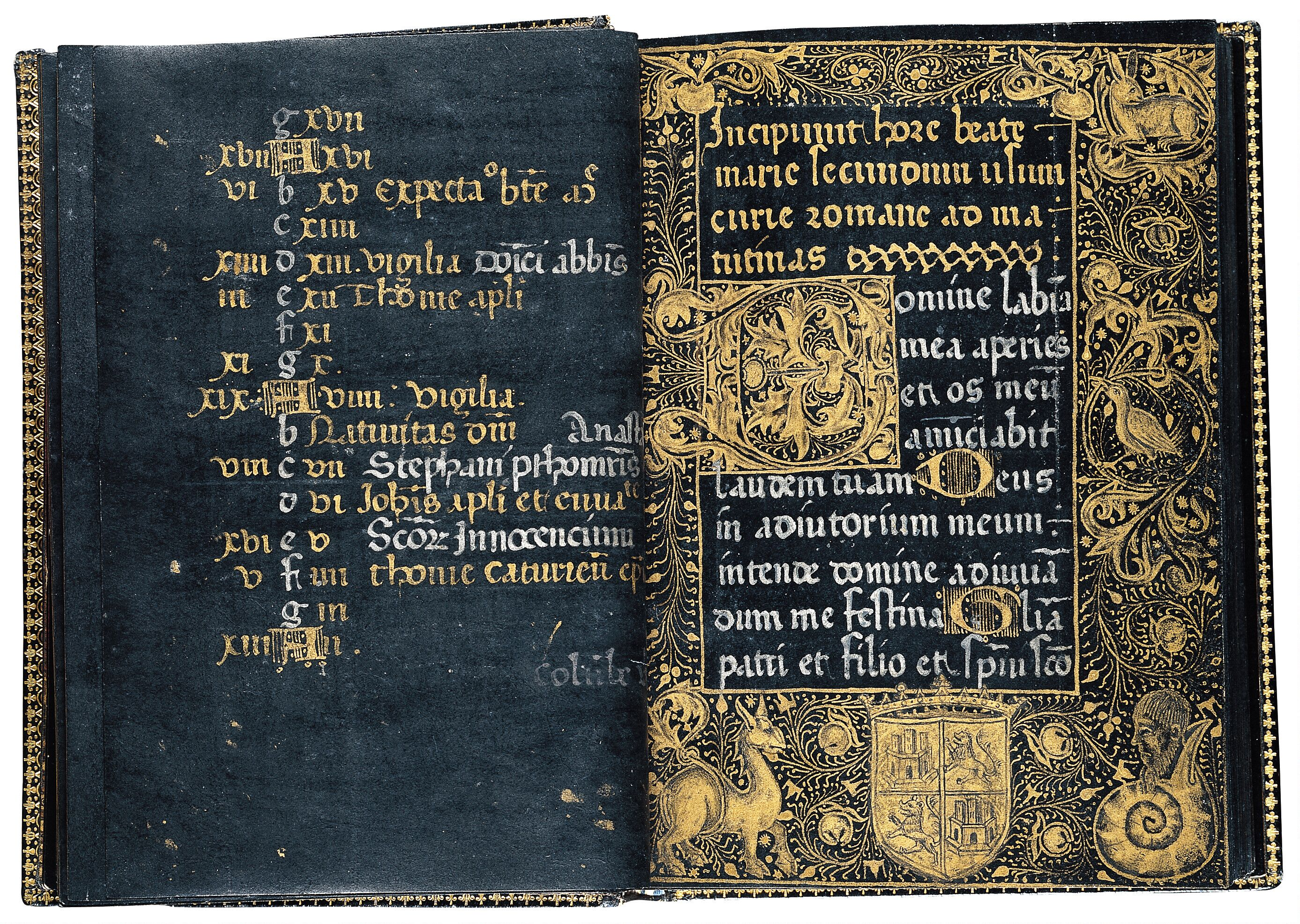
Heures noires de l'Hispanic Society

### Livres d'heures partiellement noir

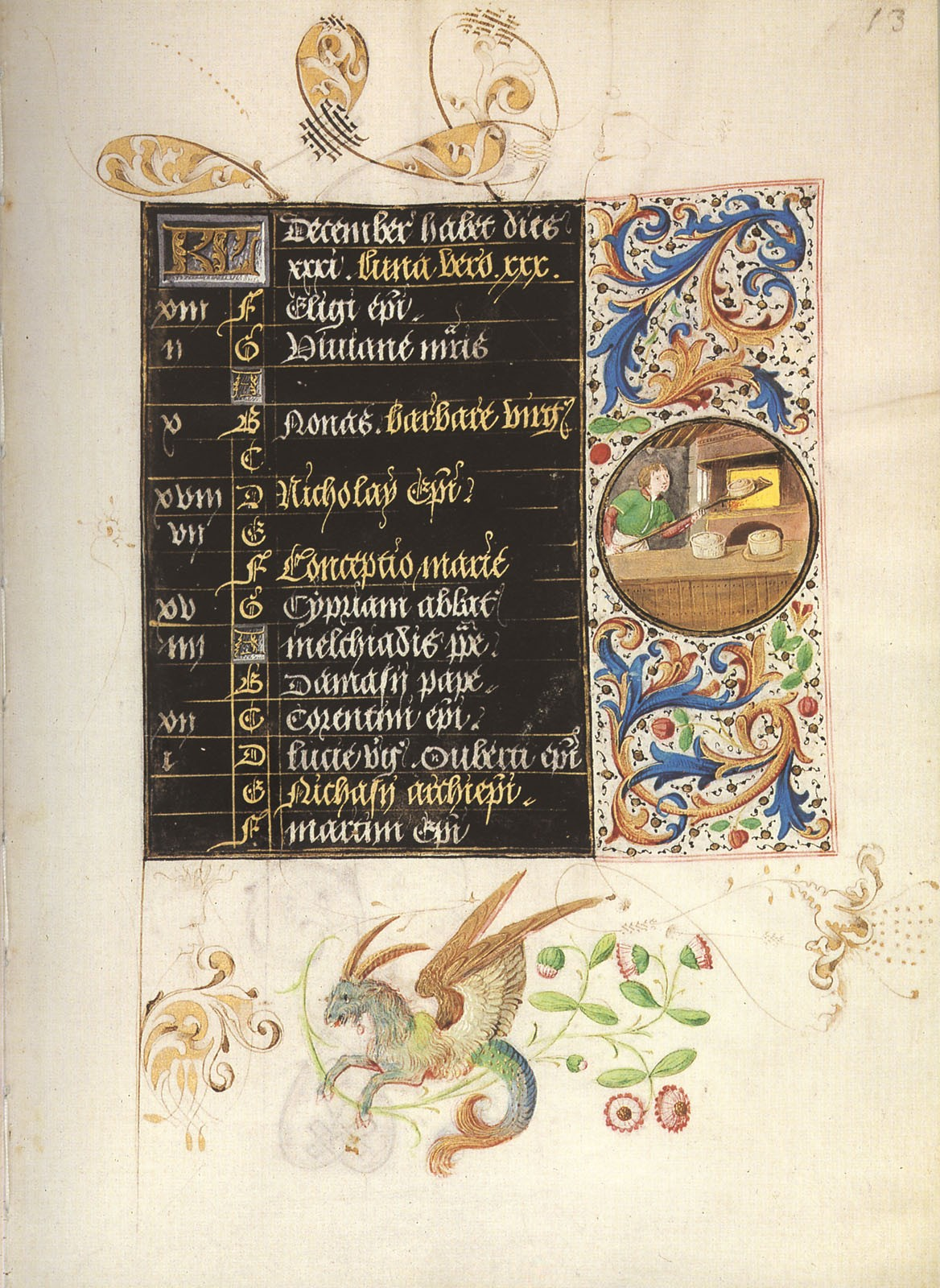
Livre d'heures de Marie de Bourgogne, f.13r.

- livre d'heures de Marie de Bourgogne, bibliothèque nationale autrichienne de Vienne (le fond de certains textes est noir)
- Livre d'heures ms 836 de la bibliothèque municipale de Valenciennes (les zones réservées au texte sont sur fond noir, mais pas les bordures)
- Livre d'oraisons d'Isabeau de Roubaix, BM de Roubaix, Ms.7 (quelques lettrines historiées sur fond noir)

### Livres d'heures inspirés par cette technique
- Les Grandes Heures d'Anne de Bretagne, par Jean Bourdichon (bordures passées à la peinture noire)

### Autres manuscrits sur parchemin ou vélin noir
- Les basses danses de Marguerite d'Autriche, Bruxelles, Bibliothèque royale, ms. 9085
- Epicedia in mortem ursini lanredini, Londres, British library, Add. 22805